# Anopheles mousinhoi
Anopheles mousinhoi är en tvåvingeart som beskrevs av Meillon och Guido Pereira 1940. Anopheles mousinhoi ingår i släktet Anopheles och familjen stickmyggor. Inga underarter finns listade i Catalogue of Life.